# Драссанас
Драссанас (Drassanes) — наиболее сохранившаеся из всех готических верфей. Один из интереснейших архитектурных памятников XIV в. Барселоны.

## История
Верфь была основана в правление Хайме I Завоевателя (XIII век).
Дошедшее до наших дней здание верфи построено в правление короля Педро III Арагонского.
Одновременно на верфи могли строиться до 30 судов.
В Драссанасе спускались на воду галеры, участвовавшие в завоевании Туниса и в сражении при Лепанто. 
В настоящее время в здании верфи располагается Морской музей Барселоны, открытый в 1936 году и занимающий три больших нефа XIV века.